# 페터르 키로프
페터르 벨레프 키로프(불가리아어: Петър Велев Киров, 1942년 9월 17일~)는 불가리아의 은퇴한 레슬링 선수이다. 1968년 하계 올림픽과 1972년 하계 올림픽에서 그레코로만형 플라이급 금메달을 획득했고, 세계 레슬링 선수권 대회에서 3번 우승했다.